# Didrimys
Didrimys is een geslacht van vlinders van de familie bladrollers (Tortricidae), uit de onderfamilie Olethreutinae.

## Soorten
- D. harmonica (Meyrick, 1905)
- D. philocompsa (Meyrick, 1921)
- D. scaristis (Meyrick, 1911)
- D. tokui Kawabe, 1974
- D. unicolor Diakonoff, 1973